# Птицы наших надежд
«Птицы наших надежд» — советский фильм 1976 года снятый на киностудии «Узбекфильм» режиссёром Эльёром Ишмухамедовым.

## Сюжет
Тридцатилетний кинооператор Амир ко всему в жизни относится легко — у него есть все, что нужно для счастья: интересная работа, много друзей. У него любящая его подруга Лия, у которой маленький сын. Однако, Амир не спешит узаконить с возлюбленной отношения. 
Но неожиданно Лия умирает. Эта трагедия заставляет Амира по-другому взглянуть на свою жизнь, и впервые принять серьёзное решение — он усыновляет сына женщины, с которой был счастлив.

## В ролях
- Юрий Каморный — Амир
- Наталья Сайко — Лия
- Ирина Печерникова — Дина
- Нургазы Сыдыгалиев — Тимур, сынишка Лии
- Мелис Абзалов — Мелис
- Лютфи Сарымсакова — бабушка Амира
- Шухрат Иргашев — Шустик
- Бахтиёр Ихтияров — кадрильщик
- Хамза Умаров — директор интерната
- Пулат Саидкасымов — эпизод
- Аслан Рахматуллаев — эпизод
- Мукамбар Рахимова — эпизод
- Ульмас Алиходжаев — эпизод
- Шухрат Аббасов — эпизод

## Критика
Хотя критиками отмечалось, что этот фильм начинающего режиссёра — «это эксперимент, вне сомнений, это поиск», но и современной критикой и ретроспективно, был признан слабым. Киновед Сергей Кудрявцев указывает, что этот фильм «явно уступают всем остальным работам» режиссёра, также и Людмила Голубкина писала, что:

На мой взгляд, картина не очень получилась, потому что была не совсем ясна по мысли, излишне усложнена и не выстроена драматургически.